# Tour de France 1925
Il Tour de France 1925, diciannovesima edizione della Grande Boucle, si svolse in diciotto tappe tra il 21 giugno e il 19 luglio 1925, per un percorso totale di 5 430 km. Fu vinto, come l'anno precedente, dall'italiano Ottavio Bottecchia (al terzo e ultimo podio, peraltro consecutivo, a Parigi; per lui pure la piazza d'onore nell'edizione del 1923). Bottecchia terminò la corsa con il tempo di 219h10'18". 
Si trattò della seconda vittoria italiana al Tour. Per il successivo trionfo italiano si dovrà attendere tredici anni. Lo scalatore belga Lucien Buysse (al secondo podio al Tour dopo il terzo posto dell'anno precedente) si piazzò al secondo posto della classifica generale; lo scalatore italiano Bartolomeo Aymo (per la prima volta al podio della corsa a tappe francese) terminò al terzo posto.

## Tappe
| Tappa  | Data      | Percorso                       | km    | Vincitore di tappa | Leader cl. generale |
| ------ | --------- | ------------------------------ | ----- | ------------------ | ------------------- |
| 1ª     | 21 giugno | Parigi > Le Havre              | 340   | Ottavio Bottecchia | Ottavio Bottecchia  |
|        | 22 giugno | giorno di riposo               |       |                    |                     |
| 2ª     | 23 giugno | Le Havre > Cherbourg           | 371   | Romain Bellenger   | Ottavio Bottecchia  |
|        | 24 giugno | giorno di riposo               |       |                    |                     |
| 3ª     | 25 giugno | Cherbourg > Brest              | 405   | Louis Mottiat      | Adelin Benoît       |
| 4ª     | 26 giugno | Brest > Vannes                 | 208   | Nicolas Frantz     | Adelin Benoît       |
| 5ª     | 27 giugno | Vannes > Les Sables-d'Olonne   | 204   | Nicolas Frantz     | Adelin Benoît       |
| 6ª     | 28 giugno | Les Sables-d'Olonne > Bordeaux | 293   | Ottavio Bottecchia | Adelin Benoît       |
|        | 29 giugno | giorno di riposo               |       |                    |                     |
| 7ª     | 30 giugno | Bordeaux > Bayonne             | 189   | Ottavio Bottecchia | Ottavio Bottecchia  |
| 8ª     | 1º luglio | Bayonne > Luchon               | 326   | Adelin Benoît      | Adelin Benoît       |
|        | 2 luglio  | giorno di riposo               |       |                    |                     |
| 9ª     | 3 luglio  | Luchon > Perpignano            | 323   | Nicolas Frantz     | Ottavio Bottecchia  |
|        | 4 luglio  | giorno di riposo               |       |                    |                     |
| 10ª    | 5 luglio  | Perpignano > Nîmes             | 215   | Theophile Beeckman | Ottavio Bottecchia  |
| 11ª    | 6 luglio  | Nîmes > Tolone                 | 215   | Lucien Buysse      | Ottavio Bottecchia  |
| 12ª    | 7 luglio  | Tolone > Nizza                 | 280   | Lucien Buysse      | Ottavio Bottecchia  |
|        | 8 luglio  | giorno di riposo               |       |                    |                     |
| 13ª    | 9 luglio  | Nizza > Briançon               | 275   | Bartolomeo Aymo    | Ottavio Bottecchia  |
|        | 10 luglio | giorno di riposo               |       |                    |                     |
| 14ª    | 11 luglio | Briançon > Evian               | 303   | Hector Martin      | Ottavio Bottecchia  |
|        | 12 luglio | giorno di riposo               |       |                    |                     |
| 15ª    | 13 luglio | Evian > Mulhouse               | 373   | Nicolas Frantz     | Ottavio Bottecchia  |
|        | 14 luglio | giorno di riposo               |       |                    |                     |
| 16ª    | 15 luglio | Mulhouse > Metz                | 334   | Hector Martin      | Ottavio Bottecchia  |
|        | 16 luglio | giorno di riposo               |       |                    |                     |
| 17ª    | 17 luglio | Metz > Dunkerque               | 433   | Hector Martin      | Ottavio Bottecchia  |
|        | 18 luglio | giorno di riposo               |       |                    |                     |
| 18ª    | 19 luglio | Dunkerque > Parigi             | 343   | Ottavio Bottecchia | Ottavio Bottecchia  |
| Totale | Totale    | Totale                         | 5 430 |                    |                     |

## Resoconto degli eventi
Henri Desgrange, organizzatore del Tour, fissò le regole per la costituzione delle squadre: ognuna doveva avere almeno dodici corridori e costituiva un'entità in cui i ciclisti potevano aiutarsi, sia per le vittorie di tappa sia per la vittoria finale.
Ottavio Bottecchia concentrò tutta la sua stagione su questo evento, diventando il quarto corridore della storia a vincere almeno due edizioni del Tour de France, dopo Lucien Petit-Breton, Firmin Lambot e Philippe Thys (quest'ultimo, in realtà, ne aveva vinti tre, rimanendo quindi il recordman di quell'epoca). Come accadde per Petit-Breton e per i primi due titoli di Thys, Bottecchia vinse consecutivamente le sue due edizioni del Tour de France.
Bottecchia fu in maglia gialla alla fine di tredici tappe sulle diciotto frazioni previste. Conquistò subito al termine della prima tappa il simbolo del primato, confermandolo anche alla fine della frazione seguente. Si fece sfilare la maglia dal belga Adelin Benoît dopo la terza tappa. Bottecchia tornò leader al termine della settima tappa, ma stavolta per un giorno soltanto: sempre Benoît tornò al comando della classifica generale. Ma, dopo un giorno di riposo, alla fine della nona tappa l'italiano riprese la maglia gialla, mantenendola poi fino a Parigi.
Bottecchia giunse per la terza volta consecutiva sul podio del Tour (fu secondo nel 1923 e primo nel 1924), eguagliando il primato di due vittorie consecutive nella corsa già detenuto dal francese Petit-Breton (1907-1908) e dal belga Thys (1913-1914). Successivamente l'italiano si ritirerà durante la decima tappa del Tour de France 1926. 
In totale ha portato la maglia gialla alla fine di ben trentaquattro tappe, nelle varie partecipazioni al Tour de France.
Al Tour 1925 parteciparono 130 corridori, divisi in dieci squadre più i cicloturisti, dei quali 49 giunsero a Parigi. Ottavio Bottecchia e il lussemburghese Nicolas Frantz furono i corridori che vinsero il maggior numero di frazioni, quattro ciascuno su un totale di diciotto tappe.
Per la prima volta nessun francese terminò tra i primi dieci della classifica generale.

## Classifiche finali

### Classifica generale - Maglia gialla
| Pos. | Corridore          | Squadra       | Tempo      |
| ---- | ------------------ | ------------- | ---------- |
| 1    | Ottavio Bottecchia | Automoto      | 219h10'18" |
| 2    | Lucien Buysse      | Automoto      | a 54'20"   |
| 3    | Bartolomeo Aymo    | Alcyon-Dunlop | a 56'37"   |
| 4    | Nicolas Frantz     | Alcyon-Dunlop | a 1h11'24" |
| 5    | Albert Dejonghe    | J.B. Louvet   | a 1h27'42" |
| 6    | Theophile Beeckman | Thomann       | a 2h24'43" |
| 7    | Omer Huyse         | Armor-Dunlop  | a 2h33'38" |
| 8    | Auguste Verdyck    | Armor-Dunlop  | a 2h44'36" |
| 9    | Félix Sellier      | Alcyon-Dunlop | a 2h45'59" |
| 10   | Federico Gay       | Météore       | a 4h06'03" |